# われらをめぐる海
『われらをめぐる海』 (The Sea Around Us) は、アメリカ合衆国の海洋生物学者レイチェル・カーソンのベストセラーであり数々の賞を受賞している著作で、1951年にオックスフォード大学出版会から出版された。内容は太古の海洋の生成から近年の科学的な調査に至る、海についての科学的かつ詩的なノンフィクションである。これはカーソンの2番目の著作で、しばしば「詩的」と形容され、彼女が作家としてまた自然保護活動家として一般に知られるきっかけとなった。
『われらをめぐる海』は1952年の全米図書賞ノンフィクション部門賞と、ジョン・バローズ・メダルのネイチャーライティング部門賞を獲得した。86週にわたりニューヨーク・タイムズのベストセラーリストに掲載され、28か国語に翻訳されている。

## 出版経緯
サイモン&シュスター社がカーソンの最初の著作『潮風の下で』を出版したのは1941年だった。それは好意的に受け止められたが、たいして売れはしなかった。カーソンは第2作を「海にかえる」として計画し、1948年から執筆を始めたが、それは著作権エージェントとしてマリー・ロデル を雇用した直後だった。カーソンは1つの章（後の「島の誕生」）を書き始めると共に、概要をまとめ、ロデルはそれを出版社に売り込んでいた。参考文献を調べる中で、カーソンは多くの海洋学者と知り合い、現在の研究について議論した。カーソンとロデルは「島」の章と、2つ目の章「もう一つの海岸堡」を雑誌に載せようと試みたが、うまくいかなかった。1949年4月、全体の3分の1ほどが書きあがり、ロデルは本の出版社を精力的に探した。6月になって、オックスフォード大学出版会と契約を結び、1950年3月1日までに原稿を渡すことを約束した。カーソンは運悪く健康を害し経済的困難も抱えながら、1949年から1950年にかけて執筆と研究を続けた。研究の一環として、合衆国魚類野生生物局の船アルバトロス3号に乗船もした。完成期日を修正し、カーソンは1950年6月に原稿を仕上げた。そのころまでに、『ザ・ニューヨーカー』、『サイエンス・ダイジェスト』、そして『エール・レビュー』などの雑誌がいくつかの章の掲載に興味をしめしていた。
全14章のうちの9章が『ザ・ニューヨーカー』誌に1951年6月2日から連載され、書籍は7月2日にオックスフォード大学出版会から出版された。雑誌の連載は一般の読者に幅広く受け入れられ、出版前日に『ニューヨーク・タイムズ・ブックレビュー』誌で特集が組まれた。1つの章（「島の誕生」）は『エール・レビュー』に掲載され、それはアメリカ科学振興協会のジョージ・ウェスティングハウス・サイエンスライティング賞を獲得した。

## 章立て
- I 母なる海
  - 1 海の起源
  - 2 表面のすがた
  - 3 移りゆく年
  - 4 太陽のない海
  - 5 隠れた国々
  - 6 永い雪降り
  - 7 島の誕生
  - 8 古代の海のすがた
- II 休みなき海
  - 9 風と木
  - 10 風、太陽、自転する地球
  - 11 動く潮汐
- III 人とまわりの海
  - 12 地球の温度調節
  - 13 塩海の幸
  - 14 めぐる海

## 反響
本が出版されると、カーソンには予想外の量のファンレターとメディアからの取材が殺到した。彼女はすぐに「文学好き」からの注目を集め、『リーダーズ・ダイジェスト』誌に抜粋が載ったことで、広く一般読者の注目を得ることになった。1951年にこの本は25万部以上が売れ、さらに抜粋や要約本も売れた。

## 映画化
1952年には映画『われらをめぐる海』が撮影され、1953年に公開された。この映画は1953年にアカデミー賞の最優秀ドキュメンタリー映画賞を受賞した（しかしながらカーソンは脚本に失望し、二度と著作の映画化を許可しなかった）。

## 日本語訳
1965年に日下実男の訳により『われらをめぐる海』のタイトルで、早川書房からハヤカワ・ライブラリのシリーズとして翻訳が出版された。1977年には文庫化され、「ハヤカワ文庫. NF」として出版されている。